# クリス・フィリップス
クリス・フィリップス（Chris Philipps、1994年3月8日 - ）は、ルクセンブルク・ルクセンブルク市出身のプロサッカー選手。ルクセンブルク代表。ロンメルSK所属。ポジションは、ミッドフィールダー。

## クラブ経歴
FCメスの下部組織で育成され、2013年にトップチームデビュー。

## 代表歴
2011年から2012年にかけて、UEFA U-19欧州選手権2012予選、UEFA U-21欧州選手権2013予選に参加した。2012年にA代表初出場。

## タイトル

### クラブ
FCメス
- リーグ・ドゥ (1):  2013–14

レギア・ワルシャワ
- ポーランド・カップ (1):  2017–18